# 昆陽井
昆陽井（こやゆ）は、兵庫県南東部を流れる武庫川から取水し、伊丹市西部を流れる用水。昆陽井川とも呼ばれる。宝塚市南部で武庫川の水を取り入れ、伊丹市西部を南下し、いくつもの用水に分流して伊丹市の西部や南部を灌漑する。

## 概要

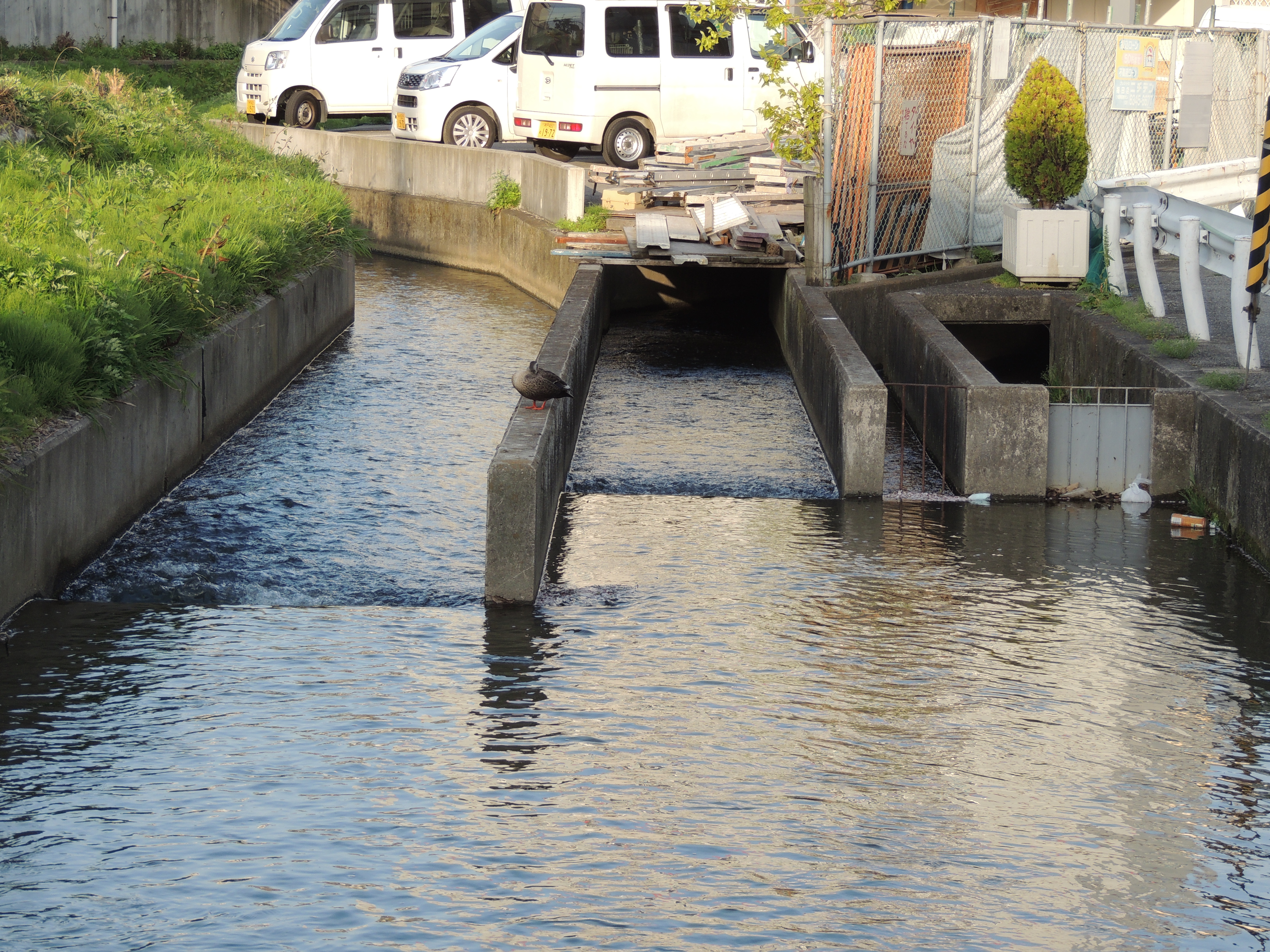
四ツ洽(よつごう)伊丹市寺本東1丁目昆陽井の終点で、4つの用水に分水する箇所

伊丹市内の西野、昆陽、寺本、池尻地区および、山田、野間、堀池、南野、御願塚地区の、伊丹市域西部・南部の農地に給水する農業用水として利用されている。昆陽井水利組合の管理区域としては、伊丹市西野の取水口から伊丹市寺本の四つ洽の分水地までをさす。市街地を流れているが、暗渠部分は少なく流路の追跡・観察が容易である。

## 歴史
- 昆陽井開削について、史実としては明らかではない。文献に出てくるのは、慶長13年（1608年）に昆陽村、池尻村より昆陽下池埋設、田地開墾の陳情がなされた際の記述である。この時、下池の水に依存する山田・野間・友行・時友の4ヵ村から反対する訴えが出たため、武庫川から取水して流れる昆陽井の下をくぐる形で下池からの用水を通す樋『大ゆりの樋』について、これまでは上下の水路の間に蓋がされていたものを隙間のある横板に替えて、上の昆陽井から下の樋に水がすいて落ちるようにして下流の山田村以下4ヵ村に水を供給するよう条件をつけた記述があり[6]、この陳情より以前から、武庫川から取水する用水路が存在していたことが推測される。
- その後、寛保3年（1743年）に大ゆりの樋の地点で、昆陽村、新田中野村、池尻村と下流域の山田村以下4村での争論が発生した際、寺本村正覚院前と一乗院前の2箇所に溝口を設け、山田村へ取水することが決まる[7]。現在、昆陽寺山門前、国道171号線を超えて南下する水路は暗渠となっているが、暗渠の少し手前では　山田地区へ流れ込む深部構造の水路に水が落ちる箇所を見る事ができる。
- 大正時代まで昆陽井の取水口は伊丹市の西野（現在　武庫川の支流の大堀川が武庫川に合流する場所）にあった。大正末期から始まった武庫川下流の改修工事に伴い川床が低下し[8]取水が不能となったため、上流側の宝塚市弥生町に堰を設けて取水するようになった[9]。

### 昆陽下池
行基の業績を記録した行基年譜によれば、天平3年（731年）に昆陽上池と昆陽下池の造成に着手したとある。昆陽上池は現在の昆陽池に相当し、昆陽下池は現在の昆陽池の西方から武庫川までの地域までの地にあったと推測される。慶長13年(1608年)の田地開墾の陳情以降、下池のあった場所の新田開発が進み、寛永12年（1635年）の検地により新田中野村が誕生する。

### 昆陽井の灌漑面積の推移
昭和初期から1990年までの武庫川下流域の用水路の灌漑面積推移を下表に示す。昆陽井のほか　比較のため同じ武庫川から取水している川面井(宝塚市)、伊孑志井(宝塚市)、百間樋井(西宮市)、六樋井(伊丹市の野間井と尼崎市を灌漑する五つの井を大正時代に統合したもの)の灌漑面積も示した。表中の面積の単位は昭和35年までが町歩で1990年がヘクタールであるが、1町歩と１haはほとんど同じ値なので直接比較が可能。いずれの用水も阪神間に位置するため、昭和35年以後は灌漑する田畑の面積が大幅に減っている。
| 年代                   | 昭和初期 | 昭和8年(1933年) | 昭和35年(1960年) | 平成2年(1990年) |
| ---------------------- | -------- | --------------- | ---------------- | --------------- |
| 川面井(宝塚市)         | 38       | 38              | 35               | 6.3             |
| 伊孑志井(宝塚市)       | 162      | 178             | 65               | 17.3            |
| 昆陽井(伊丹市)         | 400      | 486             | 400              | 108.5           |
| 百間樋井(西宮市)       | 1,658    | 685             | 300              | 130.0           |
| 六樋井(尼崎市と伊丹市) | 1,200    | 1,200           | 602              | 131.1           |

## 流路
- 武庫川からの取水口の昆陽井堰は宝塚土木事務所管轄内にあり、伊丹市水道が0.2890m3/s(豊水時)を出水している[13]。なお昆陽井堰で取水された水の一部は、地下の配管を通って伊丹市の昆陽貯水池に送られ上水として使われている[3]。
- 取水口から取り入れた水は、宝塚市内は大堀川の流路を南下し、伊丹市西野で元からあった昆陽井の水路に流れ込む。
- 池尻4丁目大樋橋で天王寺川と川同士が交差する。かつては橋の名の通り昆陽井は「木樋」で天王寺川の上を超えていたが、現在は昆陽井がサイホンで天王寺川の下をくぐる立体交差となっている[3]。
- さらに南下し、池尻6丁目伊丹市共同利施設池尻文化センター前で池尻地区を流れる用水と分水。東南に向きを変え、池尻2丁目の兵庫県道42号尼崎宝塚線（通称尼宝線）の下を暗渠でくぐる。伊丹市立花里小学校西側では、用水沿いが遊歩道として整備され、寺本1丁目で東進し、昆陽寺山門前まで続く。
- その後、国道171号線を潜るように暗渠となって南側に水路がつながり、寺本東1丁目、四ツ洽で、昆陽用水、御願塚用水、南野用水、寺本用水に分かれる。
- 昆陽井から分かれた各用水の水は金岡川(金岡排水路とも呼ばれる)に集められ[3]、尼崎市で他の河川と合流して庄下川となって海にそそぐ。

## 流域の名所・旧跡
- 西野地区＝十六名公園、素戔嗚神社
- 池尻地区＝市杵嶋姫神社、池尻春日神社、庚申塚、横手堤
- 寺本地区＝昆陽寺、一乗院、正覚院、四ツ洽、西国街道

## 昆陽井周辺に残る伝説

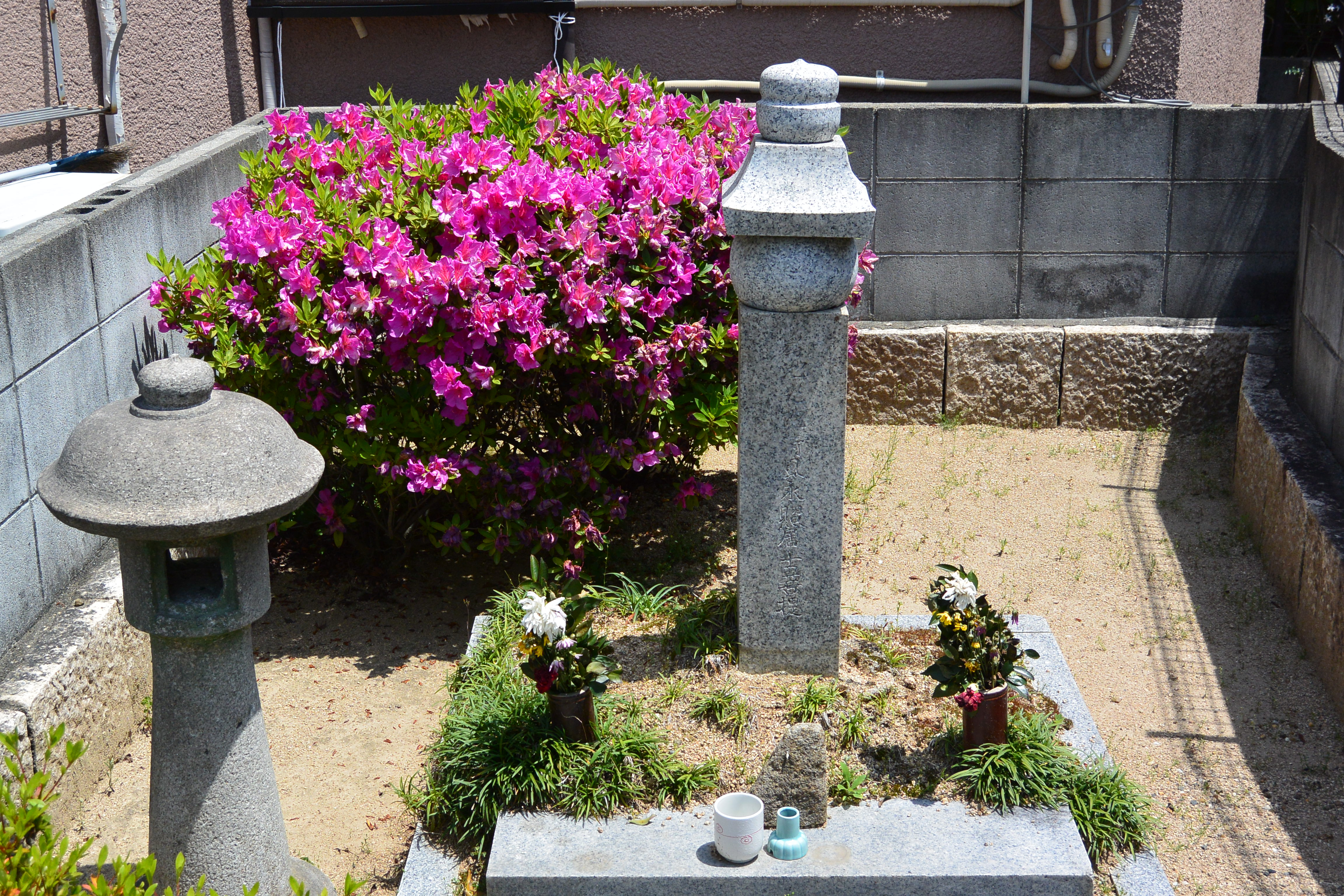
伊丹市池尻3丁目の住宅街にある「首塚」と呼ばれる墓碑

昆陽井流域では、昆陽井にまつわる言い伝えがいくつか残っている。

### 首穴
池尻村は村内を昆陽井が流れているが、昆陽井から取水する権利は持っていなかった。『ある年旱魃で稲が枯死寸前になった時、ある人が犠牲になる覚悟で首が入るほどの穴を掘り、井から水を取り入れた。この人は処刑されたが村は大いに助かった』処刑された義侠の人を祭る塚が昭和45年に建立された。

### 昆陽池の行基鮒
昆陽池やその周辺の川では昭和30年代まで「行基鮒」と呼ばれる異形の魚が存在した。その特徴は腹部を中心に赤黒く焦げたような色をしていて、言い伝えによれば「食べると腹痛を起こす」とされ、食べずに池や川に戻した。調査の結果　原因は鮒に寄生した繊毛虫類による白雲病で、鱗が退色し内蔵の色が透けて見えたとされた。この鮒の由来について昆陽池を作った行基にかかわる伝説がある。
- ある病人が鮒を焼いて食べようとしていたところに行基が通りかかった。行基は鮒を不憫に思い病人からもらい受け昆陽池に放すと、片面を焼かれた鮒が生き返って泳いでいった。その鮒の子孫が行基鮒である[16][17]。

## ギャラリー

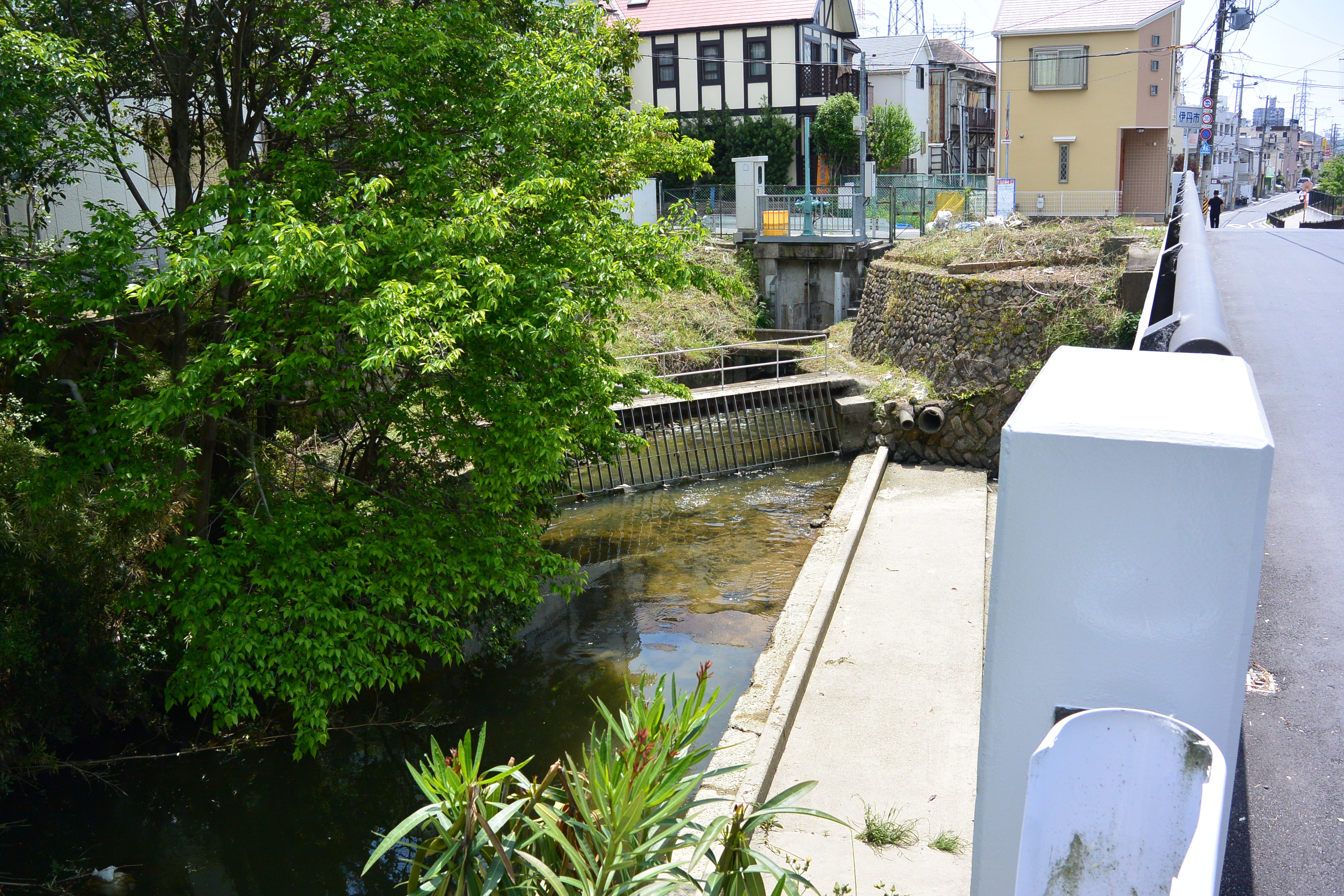
正面の鉄柵が伊丹市西野6丁目にある昆陽井取り入れ口、大堀川は手前から来て右に曲がるが、渇水期の水は取り入れ口の堰によってほとんど昆陽井に流れ込む。
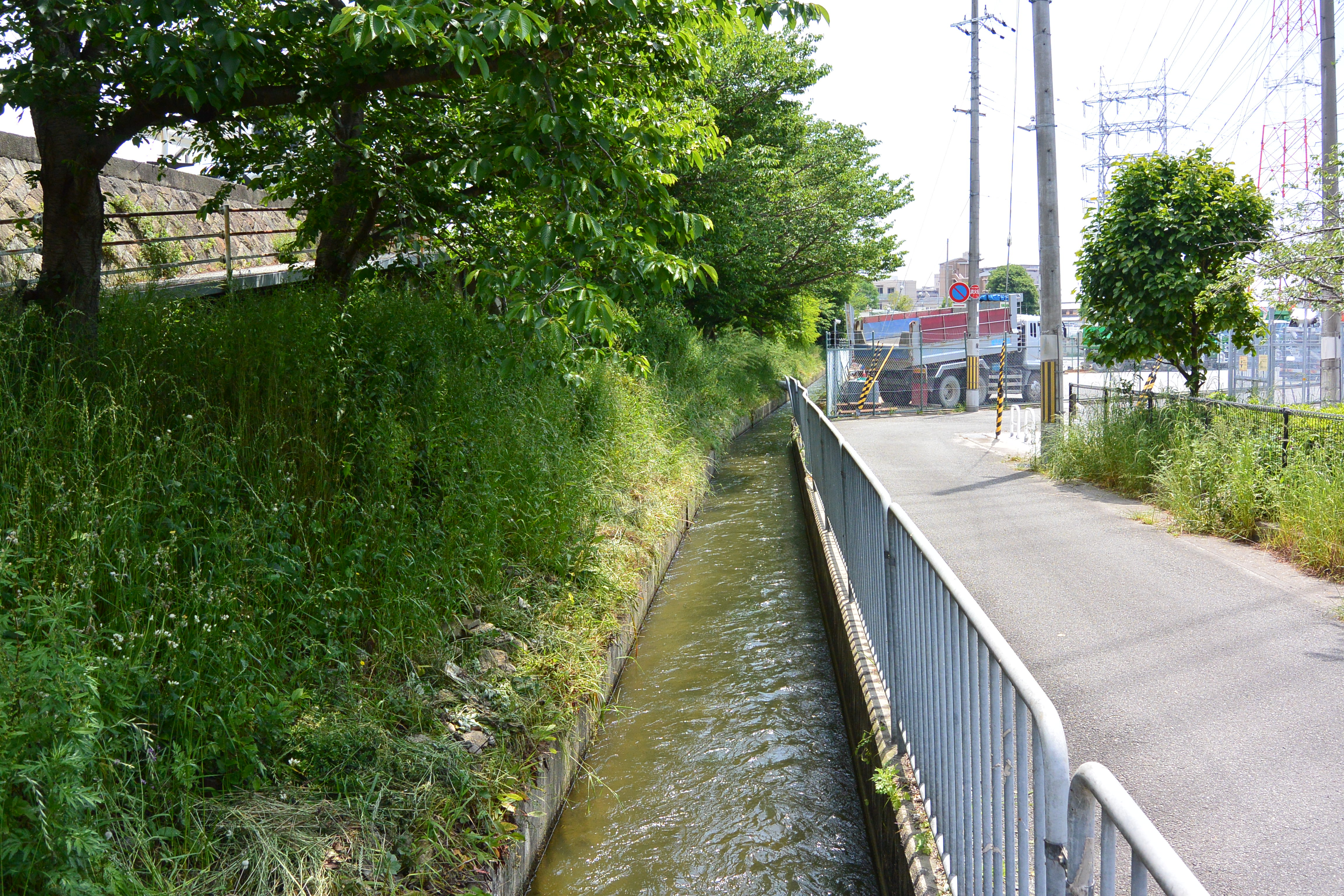
西野5丁目付近では、伊丹台地の西裾を南下する。
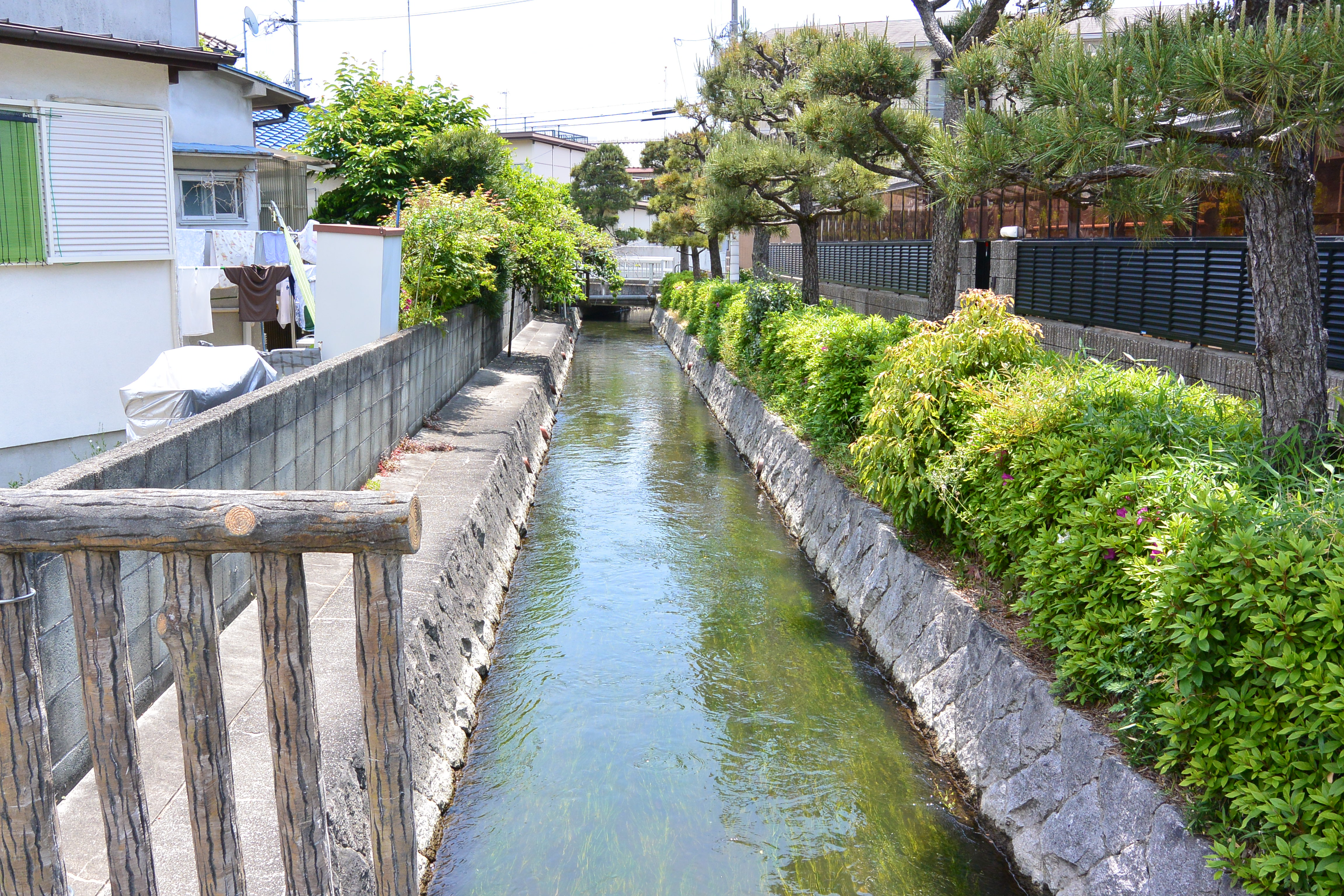
伊丹市寺本3丁目付近。このあたりは市街地の中を流れるが、水路の両側はきれいに整備され散歩道となっている。
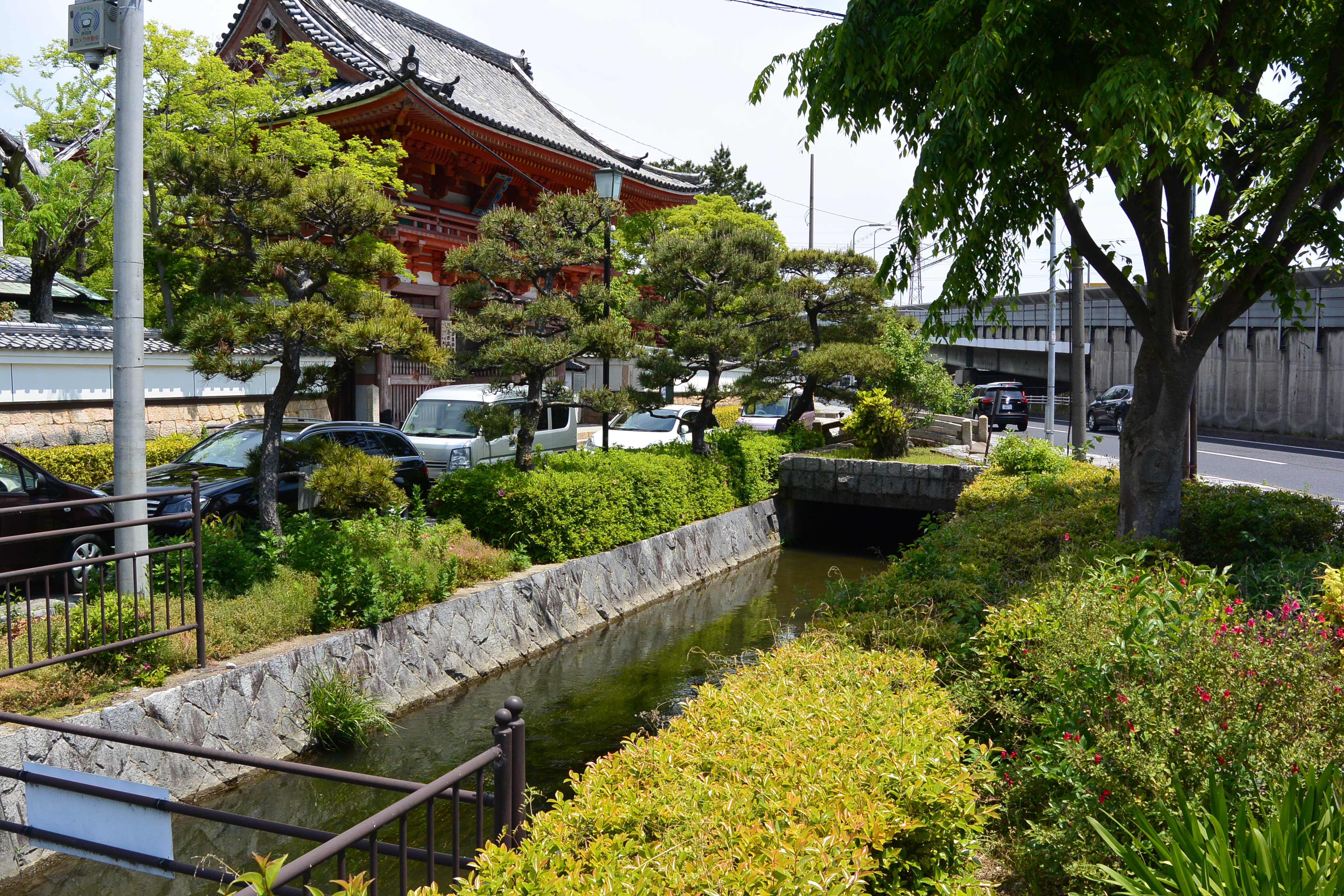
昆陽寺山門前を東向きに流れる昆陽井。奥の国道171号線は暗渠でくぐる。写真の箇所で南側の山田用水に向けて水を落とす機構が存在する